# Триренийдижелезо
Триренийдижелезо — бинарное неорганическое соединение
рения и железа
с формулой Fe2Re3,
кристаллы.

## Получение
- Сплавление стехиометрических количеств чистых веществ:

{\displaystyle {\mathsf {3Re+2Fe\ {\xrightarrow {1600^{o}C}}\ Fe_{2}Re_{3}}}}

## Физические свойства
Триренийдижелезо образует кристаллы
кубической сингонии,
пространственная группа P 4132,
параметры ячейки a = 0,643 нм, Z = 4,
структура типа марганца β-Mn
.
Соединение образуется по перитектической реакции при температуре 1600°C .